# 薄叶猪屎豆
薄叶猪屎豆（学名：Crotalaria peguana）为豆科猪屎豆属下的一个种。

## 扩展阅读
- 維基物種上的相關：薄叶猪屎豆